# Tristyla
Tristyla là một chi bướm đêm thuộc họ Noctuidae.

## Các loài
- Tristyla alboplagiata J.B. Smith, 1893